# José Luis Cantilo

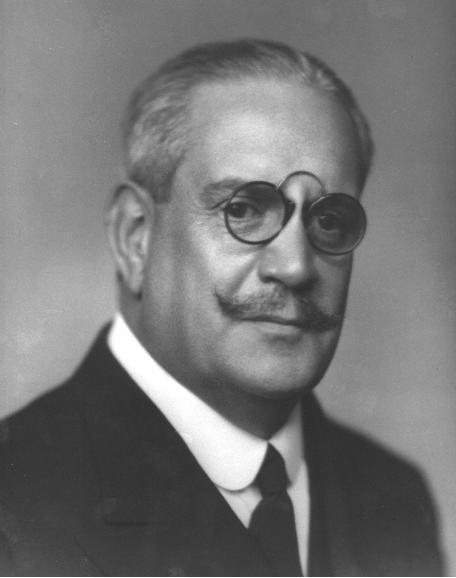
José Luis Cantilo

José Luis Cantilo (* 6. Februar 1871 in Buenos Aires; † 11. Oktober 1944 ebenda) war ein argentinischer Politiker und Mitglied der Unión Cívica Radical. 

## Leben
Cantilo begann mit seinem Studium am Colegio Nacional de Buenos Aires und beendete es in Paris. Er war schon Mitglied mehrerer früherer Parteien, aus denen 1891 die Unión Cívica Radical entsprang, die Cantilo mitbegründete. Ebenfalls nahm er an den Bürgerkriegen in Argentinien von 1893 und 1905 teil. 1895 wurde er zum Delegierten der Provinz Buenos Aires gewählt. 
Vom 25. April 1917 bis zum 1. Mai 1918 war Cantilo Gouverneur der Provinz Buenos Aires.  Vom 5. Dezember 1919 bis zum 25. Oktober 1921 war er Bürgermeister der Stadt Buenos Aires. Vom 1. Mai 1922 bis zum 1. Mai 1926 war Cantilo erneut Provinzgouverneur. Danach engagierte er sich zwischen 1936 und 1940 als Abgeordneter im argentinischen Nationalkongress.
Cantilo war außerdem außerpolitisch in Universitäten involviert, zum Beispiel der Academia Nacional de la Historia oder dem Histórico y Geográfico del Uruguay.
| Vorgänger              | Amt                                      | Nachfolger     |
| ---------------------- | ---------------------------------------- | -------------- |
| Saturnino García Anido | Bürgermeister von Buenos Aires 1919–1921 | Juan Bartneche |

| Personendaten    | Personendaten                                                                          |
| ---------------- | -------------------------------------------------------------------------------------- |
| NAME             | Cantilo, José Luis                                                                     |
| KURZBESCHREIBUNG | argentinischer Politiker, Bürgermeister, Gouverneur, Mitglied der Unión Cívica Radical |
| GEBURTSDATUM     | 6. Februar 1871                                                                        |
| GEBURTSORT       | Buenos Aires                                                                           |
| STERBEDATUM      | 11. Oktober 1944                                                                       |
| STERBEORT        | Buenos Aires                                                                           |